# Sulawesia haema
Sulawesia haema is een haft uit de familie Leptophlebiidae. De wetenschappelijke naam van de soort is voor het eerst geldig gepubliceerd in 1990 door Peters & Edmunds.
De soort komt voor in het Australaziatisch gebied.